# Азербайджано-перуанские отношения
Азербайджано-перуанские отношения — двусторонние дипломатические отношения между Азербайджанской Республикой и Республикой Перу в политической, экономической, культурной и иных сферах.

## Дипломатические отношения
Перу признала независимость Азербайджана и дипломатические отношения между Азербайджанской Республикой и Республикой Перу впервые были установлены 25 июня 1996 года.
1 июня 2015 года открылось дипломатическое представительство Азербайджана в Лиме.
1 июня 2017 года открылось посольство Перу в Азербайджане.
Чрезвычайным послом Перу в Азербайджане с 5 мая 2018 года является Мария Кастаньон Сеоан.
В ноябре 2019 года посольство Перу в Азербайджане было закрыто. Интересы Перу в Азербайджане представляет посольство Перу в Анкаре.
В Парламенте Азербайджана действует совместная азербайджано-перуанская межпарламентская рабочая группа. Руководителем группы является Сахиб Алыев
9 ноября 2015 года в Конгрессе Перу была создана группа дружбы Перу — Азербайджан. Руководителем группы является Элиас Николас Родригес.
10 июня 2013 года Конгрессом Перу была принята резолюция, согласно которой Ходжалинская резня признавалась геноцидом.
Перу поддерживает позицию Азербайджана в рамках организации в Тихоокеанский альянс (SOA).

## Договорно-правовая база
Между Азербайджаном и Перу действуют 3 документа.
В 2018 году правительствами двух государств был подписан Меморандум о взаимопонимании.
В 2018 году между Министерством культуры Азербайджана и Министерством культуры Перу заключено соглашение о сотрудничестве в сфере культуры.

## В области экономики
Проводятся бизнес-форумы с участием компаний обеих стран.
Осуществляется процесс вложения азербайджанскими нефтегазовыми компаниями инвестиций в Перу.
С июня 2023 года ООО «SOCAR Polymer» экспортирует в Перу полипропилен.

### Товарооборот (тыс. долл.)
| Год  | Экспорт Азербайджана | Импорт Азербайджана | Сумма товарооборота |
| ---- | -------------------- | ------------------- | ------------------- |
| 2020 | 0                    | 2 321,22            | 2 321,22            |
| 2021 | 0                    | 2 840,95            | 2 840,95            |
| 2022 | 656,25               | 1 797,71            | 2 453,96            |

Структура экспорта Перу: бобовые, цитрусовые, ананас, авокадо, гуайява, манго, мангостан, гарциния, иные фрукты.
Структура экспорта Азербайджана: полипропилен, изделия чёрной металлургии, электрические трансформаторы, катушки индуктивности, дроссели.

## В области культуры
В сентябре — октябре 2018 года по инициативе Министерства культуры Азербайджана, Посольства Перу в Азербайджане, Управления Государственного историко-архитектурного заповедника Ичери-шехер, а также Научно-производственного объединения «Arts Council Azerbaijan» в старой части города Баку в художественной галерее «Art Tower» впервые была проведена выставка перуанских художников под названием «Пейзажи перуанских Анд».
Осуществляется совместная деятельность в области образования.